# Ding-dong/glider
《ding-dong/glider》는 TOKIO의 27번째 싱글이다.

## 설명
- TOKIO의 처음 있는 시즌 곡으로 크리스마스 시즌 곡이다.
- 〈ding-dong〉은 멤버 나가세 토모야 주연 드라마 《얀파파》의 주제곡으로 타이업 되었다. 도입 인트로에는, TOKIO 멤버 전원의 아카펠라가 들어져있다.
- 〈glider〉은 TOKIO 버라이어티 프로그램인 후지 TV 《멘토레G》 엔딩곡이다.
- PV는 멤버 마츠오카 마사히로가 감독·기획·캐스팅을 직접 하였다.

## 발매타입
- 초회반
- 통상반

## 수록곡
1. ding-dong
  - 작사·작곡 : BARGAINS / 편곡 : KAM
2. glider
  - 작사·작곡 : / 편곡 : HIKARI
3. ding-dong (Instrumental)
4. glider (Backing Track)